# AllGame
allgame (tidligere All Game Guide) var en kommerciel database med information om computerspil, arkadespil og konsolfabrikanter. Den ejes af All Media Guide, sammen med Allmusic og Allmovie. Siden ophørte den 12. december 2014.

## Ekstern henvisning
- Officiel hjemmeside

| Internet | Spire Denne internet-relaterede artikel er en spire som bør udbygges. Du er velkommen til at hjælpe Wikipedia ved at udvide den. |